# Syzygium velutinum
Syzygium velutinum là một loài thực vật có hoa trong Họ Đào kim nương. Loài này được A.P.Davis miêu tả khoa học đầu tiên năm 1997.